# Campdevànol
Campdevànol is een gemeente in de Spaanse provincie Girona in de regio Catalonië met een oppervlakte van 33 km². Campdevànol telt 3.314 inwoners (1 januari 2016).

## Demografische ontwikkeling
Bron: INE, 1857-2011: volkstellingen
Opm.: In 1857 werd de gemeente San Quintín de Puigrodón aangehecht; in 1900 werd de gemeente San Lorenzo aangehecht